# Llibertat de Finlàndia (monument a Vaasa)
L'Estàtua de la Llibertat o Llibertat de Finlàndia (en finès Suomen Vapaudenpatsas) és un conjunt escultòric situat a la plaça del mercat (Kauppatori) de Vaasa, Finlàndia. L'estàtua celebra la victòria de la Guàrdia Blanca a la guerra civil finlandesa el 1918. L'alçada de l'obra amb els seus pedestals és de 14 metres i l'alçada de la part superior del pedestal és 6 metres. L'escultura pesa 3,6 tones. L'escultura va ser dissenyada per Yrjö Liipola i Jussi Mäntynen, i es va inaugurar el 1938.

## Descripció
El componen una escultura de bronze que pesa unes 3 tones i mitja sobre una base de granit fosc amb relleus i una figura d'un lleó. Les figures principals sobre el pedestal representen dos soldats de la Guerra Civil finlandesa, un està dret i alça un braç amb una gorra i amb l'altra mà s'arrepenja en un fusell, el seu company assegut a terra sembla ferit al pit.
Al pedestal, per sobre del lleó de granit, hi ha la inscripció "De la seva Pàtria, als alliberadors" en finès i en suec. Entre les figures dels relleus al pedestal hi surt el Mariscal Mannerheim, i altres al·legòriques del Treball, el Futur, la Llei i la Religió.